# Malabang
Malabang (Bayan ng Malabang) är en kommun i Filippinerna. Kommunen ligger på ön Mindanao, och tillhör provinsen Lanao del Sur. Folkmängden uppgår till 33 177 invånare.

## Barangayer
Malabang är indelat i 37 barangayer.
| - Bacayawan - Badak Lumao - Bagoaingud - Bunkhouse - Boniga - BPS Village - Betayan - Campo Muslim - China Town (Pob.) - Corahab - Diamaro - Inandayan - Cabasaran (South) - Calumbog | - Lamin - Mable - Mananayo - Manggahan - Masao - Montay - Pasir - Rebocun - Sarang - Tacub - Tambara - Tiongcop | - Tuboc - Matampay - Calibagat - Jose Abad Santos - Macuranding - Matalin - Matling - Pialot - Sumbagarogong - Banday - Bunk House - Madaya |